# Brooklyn Savings Bank
Brooklyn Savings Bank era un edificio ubicado en Brooklyn, Nueva York, diseñado por el arquitecto Frank Freeman. Finalizado en 1894, fue considerado uno de los mejores trabajos de Freeman, pero a pesar de su altamente reconocida significancia arquitectónica, el edificio fue demolido en 1964, poco antes de que el vecindario fuese nombrado distrito histórico.

## Historia
The Brooklyn Savings Bank fue fundado en 1827. Originalmente funcionaba en el sótano del edificio de la Biblioteca de Aprendices, ubicada en la esquina de las calles Cranberry y Henry en Brooklyn. En 1847, el banco se trasladó a un nuevo edificio en el cruce de las calles de Fulton, Concord y Liberty. Tras la apertura del puente de Brooklyn en 1883, las autoridades de la ciudad decidieron construir una "gran avenida" que llegara a las proximidades del puente, y dichos planes resultaron en la demolición de parte del Brooklyn Savings Bank de Liberty Street, por lo que los directores del banco decidieron trasladarlo a una nueva ubicación.
La ubicación escogida por los directores como la más apropiada para sus nuevas oficinas fue la esquina noreste de las calles Clinton y Pierrepont en Brooklyn, entonces ocupada por la Primera Iglesia Bautista. A pesar de las reticencias iniciales para trasladarse, los administradores de la iglesia fueron persuadidos por una oferta de 200 000 dólares, y la iglesia fue demolida para hacer espacio para el nuevo banco. El arquitecto de Brooklyn Frank Freeman fue contratado para diseñar el edificio. La construcción se inició en 1892 y fue concluida en 1894.
El edificio se mantuvo como casa matriz del Brooklyn Savings Bank durante casi 70 años. En 1961, la administración del banco decidió construir unas nuevas oficinas centrales en la esquina de las calles Montague y Fulton, y en 1963 el antiguo edificio del banco fue vendido al Franklin National Bank, tras lo cual se mantuvo desocupado unos meses. A fines de 1963, Franklin National anunció planes para vender la propiedad para generar un nuevo desarrollo comercial. A pesar de los intentos de la comunidad para salvar el histórico edificio, éste fue demolido a inicios de 1964.
La pérdida del banco, junto con otros edificios históricos en aquella época, urgieron al gobierno de la ciudad para que protegiera otros edificios en la localidad, y en noviembre de 1965, el área fue formalmente designada como distrito histórico. Actualmente, el antiguo sitio del banco es ocupado por One Plaza Place, un edificio residencial y comercial.

## Descripción
En el momento en el que Freeman diseñó el banco, ya había adquirido una reputación como el principal exponente del estilo románico richardsoniano. En 1893 sin embargo, se celebró la World's Columbian Exposition en Chicago, que presentó el estilo neoclásico. Al igual que muchos otros arquitectos estadounidenses de la época, Freeman se apresuró a adaptarse y el edificio del Brooklyn Savings Bank se convertiría en uno de sus primeros diseños neoclásicos. A pesar de su relativa falta de experiencia con el estilo, el banco ha sido citado como tal vez la mejor obra de Freeman.
El edificio fue construido principalmente en granito proveniente de Hallowell, Maine. La entrada principal, en la fachada que daba hacia la calle Clinton, aparece un "gran porche empotrado", de 6,1 por 7,6 metros de tamaño, con un arco romano flanqueado por columnas de granito rojo. En el entablado sobre el arco fue estampado el nombre del banco, mientras que en la cornisa a cada lado fue tallada la fecha de constitución del banco (1827), la fecha en que se inició la construcción del edificio (1892). El propio pórtico estaba flanqueado por dos grandes ventanas circulares, y coronado por un balcón de poca profundidad que poseía tres ventanas rectangulares.
El lado de la calle Pierrepont presenta una galería alta, central, coronada por un frontón triangular sostenido por columnas, y flanqueada por un par de cruceros con vidrieras de colores, en las que se encontraban las oficinas privadas del banco. Por encima de la galería, recorriendo las paredes alrededor de dos tercios de su altura en cada lado del edificio, existía una gran cornisa moldeada de piedra oscura, sobre el cual estaban ubicadas una serie de ventanas rectangulares, rematadas en cada extremo por una ventana circular con un cenefa decorativa. El techo era de dos aguas y con tejas, y sobresalía de las paredes por todos lados. El exterior en su conjunto se describe como poseedor de una magnificencia "similar a la de un mausoleo".
Se dice que el interior del banco era igual de impresionante. La sala principal del banco poseía un cielo a casi 23 metros de altura, una reciente innovación en la arquitectura bancaria que generaba un mayor impacto visual. En el cielo de la sala principal aparecía una gran cúpula y lucernario rectangular, apoyada por ocho columnas jónicas de mármol de Numidia. Las paredes del banco fueron revestidas con ónix hasta una altura de 6,7 metros, y los mesones tenían acabados en ónix y bronce. Una entreplanta se utilizó para albergar los registros del banco, por debajo del cual se encontraba "una inmensa bóveda a prueba de fuego y robo".
Se dice que el edificio del Brooklyn Savings Bank fue "el primer y más importante ejemplo de la arquitectura neoclásica en Brooklyn Heights". Su demolición ha sido lamentada "entre las grandes pérdidas de lugares patrimoniales en la historia de Nueva York".